# Mimoblennius lineathorax
Mimoblennius lineathorax är en fiskart som beskrevs av Fricke, 1999. Mimoblennius lineathorax ingår i släktet Mimoblennius och familjen Blenniidae. Inga underarter finns listade i Catalogue of Life.